# Nakarai Bokuyō

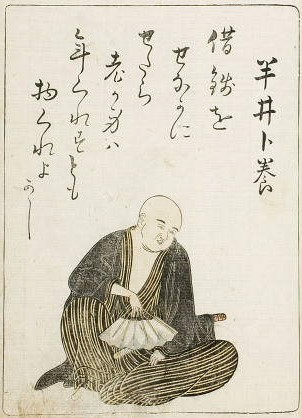
Nakarai, ein Gedicht

Nakarai Bokuyō (japanisch 半井 卜養; geboren 1607 in der Provinz Izumi; gestorben 7. Februar 1679) war ein japanischer Arzt und Dichter in der frühen Edo-Zeit.

## Leben und Wirken
Nakarai Bokuyōs Familienname war eigentlich „Wake“. Er war Arzt, beschäftigte sich daneben aber auch mit Literatur. Schon in jungen Jahren setzte er sich mit Haikai und Kyōka (狂歌), also humoristischen oder satirischen Kurzgedichten, spielerisch auseinander und traf sich in Kyōto mit Matsunaga Teitoku und anderen. Er gehörte schon mit 27 Jahren zu den besten Haiku-Verfassern seiner Zeit.  
Ab etwa 1636 hielt sich Nakarai gelegentlich in Edo, dem heutigen Tokio, auf, wo er sich mit Saitō Tokugen (斎藤 徳元; 1559–1647) und Ishida Mitoku (石田 未得; 1587–1669) traf. Er wurde zum Begründer für die Haiku-Poesie in Edo und wurde als einer von „Matsunagas“ formuliert „Fünf Haikai-Heiligen“ (貞門の五俳哲, Teimon no go haitetsu) bezeichnet.
1648 wurde Nakarai Hausarzt des Daimyō Matsudaira Tadatsugu (松平 忠次), Herr der Burg Himeji. 1640 hatte er das in Hiragana verfasste Buch „Wayaku monogatari“ (和薬物語) – „Erzählungen zum Thema japanische Kräutermedizin“ publiziert. 1653 empfing ihn der Shogun und stellte ihm ein Anwesen im Ortsteil Teppōsu (鉄砲洲) zur Verfügung.
Ungefähr zu dieser Zeit wurden Kyōka-Aktivitäten populär, und Nakarai machte Daimyōs wie Kuchiki Totsuna (朽木 稙綱), Sakai Tadanori (酒井 忠能) und anderen Vers-Geschenke. Seine Kyōka sind eher improvisiert, weniger durch korrekten Stil geprägt, wie der „Sammlung Bokuyō-Kyōka“ (卜養狂歌集) zu entnehmen ist.